# 奧里薩省
奧里薩省是英屬印度的省份之一，設立於1936年4月，其前身是比哈爾和奧里薩省。1936年4月1日，比哈爾和奧里薩省分裂為比哈爾省、奧里薩省。